# Myrtos

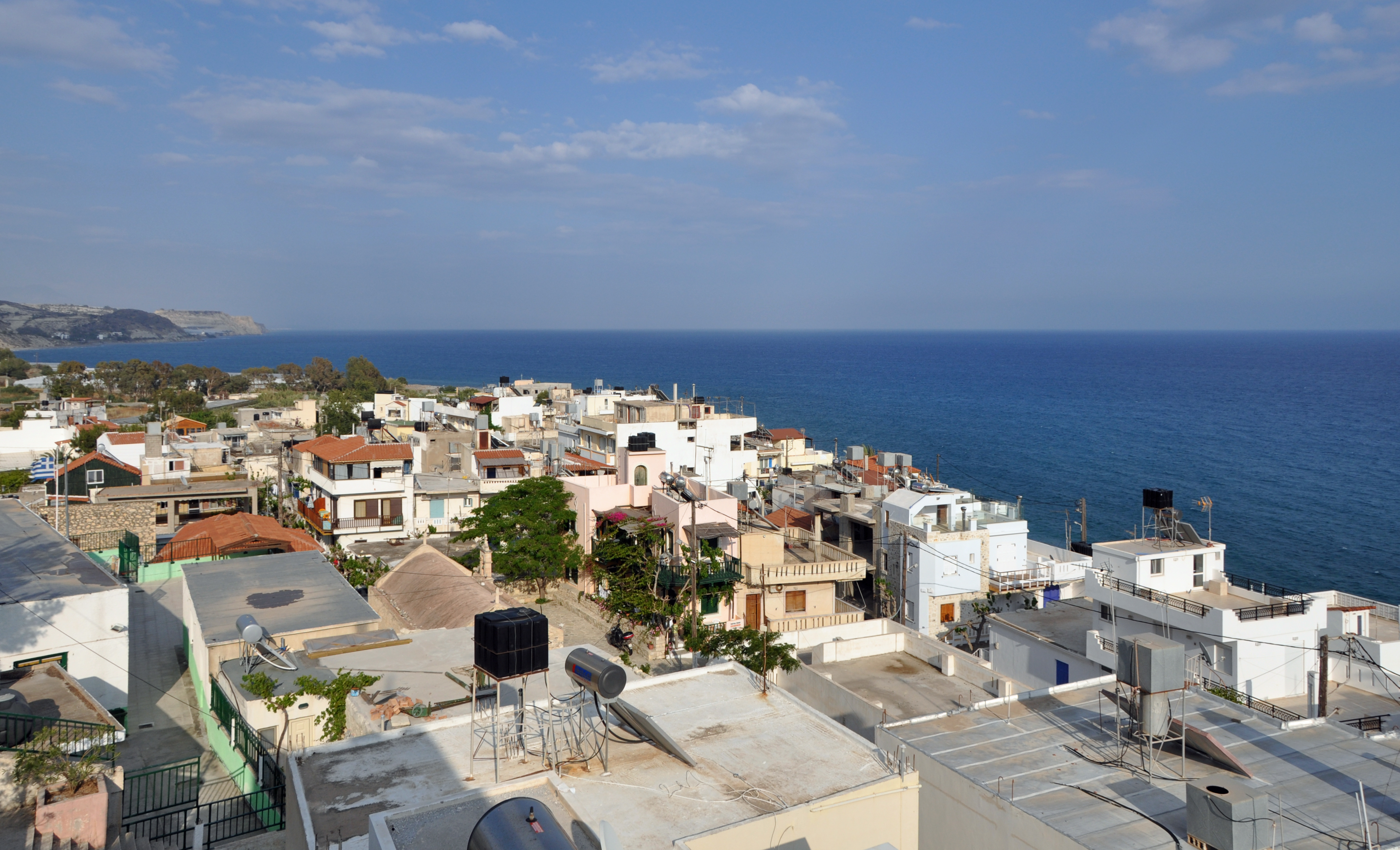
Myrtos: vista generale

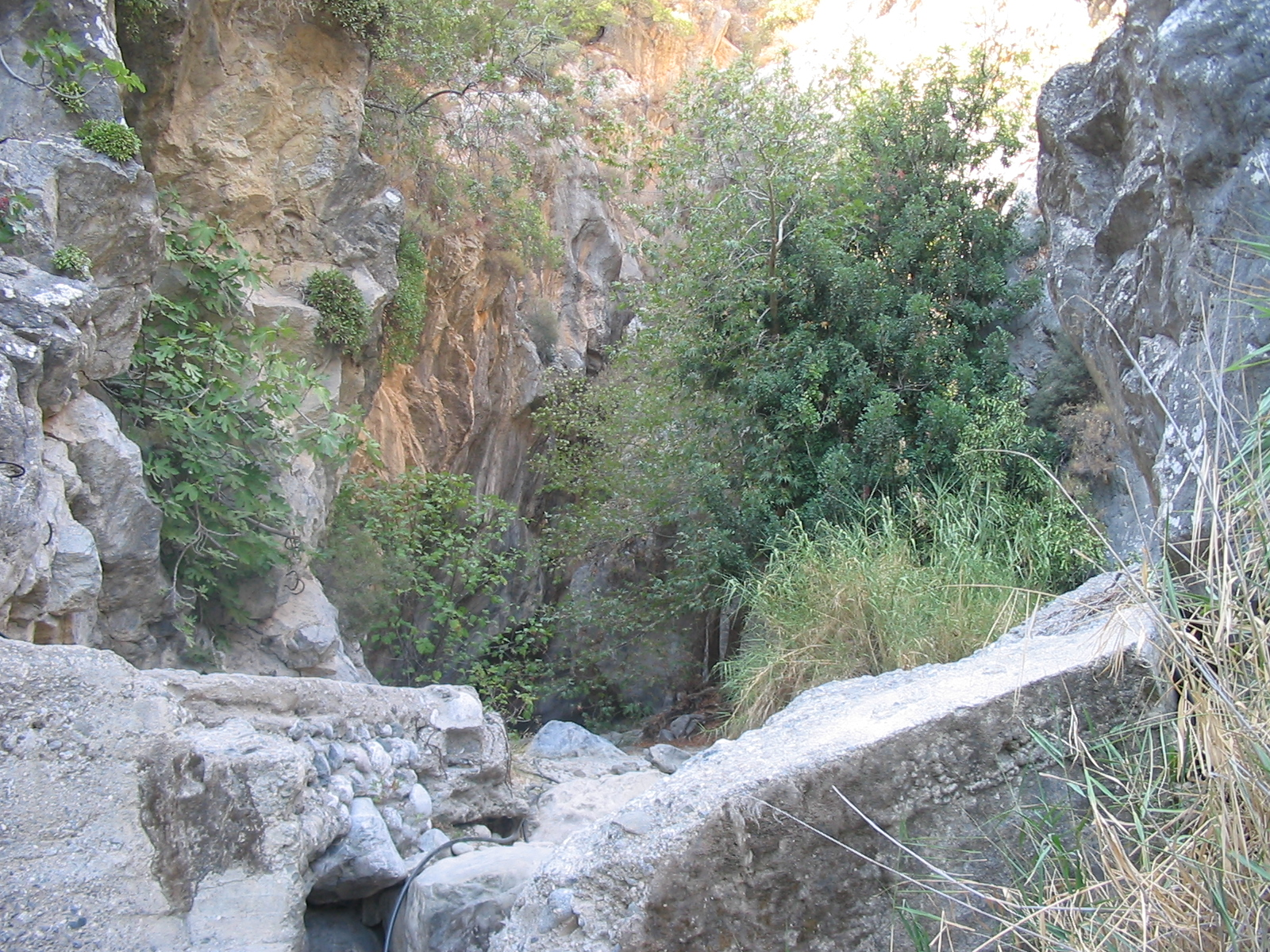
Sarakina Gorge.

Myrtos ((EL) ) è un villaggio costiero a Ovest del comune di Ierapetra, nell'unità regionale (precedentemente chiamata prefettura) di Lasithi sull'isola greca di Creta di 441 abitanti. Si trova a 50 km da Agios Nikolaos e a 15 km da Ierapetra, sulla strada per Viannos. Un po' a Ovest del villaggio si trova l'iconica montagna Kolektos. Myrtos si trova sul Mar Libico. Il patrono del paese è Sant'Antonio. La popolazione del villaggio nel 2010 era di circa 600 persone.
L'ortografia della città è spesso scritta come Mirtos.
Myrtos ha una storia ricca e ha prosperato solo con l'avvento del turismo. Il villaggio ha molti negozi sia per i residenti che per i visitatori. Più recentemente c'è una farmacia e un bancomat. Ci sono chiese, hotel e appartamenti e monolocali.

## Storia
L'area che circonda Myrtos era abitata durante il periodo Minoico, ma l'attuale villaggio risale alla prima metà del XX secolo. Prima, l'ubicazione corrispondeva a un piccolo porto dove gli abitanti delle zone circostanti più alte commerciavano i prodotti locali che spedivano a Ierapetra. Quando diminuirono le minacce di pirateria lungo la costa cretese e vi si rese più sicuro viverci, si sviluppò il villaggio di Myrtos.
Il 15 settembre 1944, durante la Seconda Guerra Mondiale, gli abitanti di Myrtos ricevettero l'ordine di lasciare il villaggio dagli occupatori nazisti-tedeschi. Molti si rifiutarono provocando il massacro di diciotto abitanti come rappresaglia e la quasi completa distruzione del villaggio da un incendio. Vi è un monumento per commemorare quest'evento e che è stato trasferito alla periferia di Myrtos vicino all'autostrada Heraklion-Ierapetra. Ogni anno il 28 ottobre, il Giorno del No viene commemorato vicino al monumento.
Il turismo è iniziato con l'inizio degli anni '70. Inizialmente, Myrtos era particolarmente popolare tra gli hippy, ma in seguito anche gli altri turisti iniziarono a visitarla. Dagli anni '80, a Myrtos sono stati costruiti caseggiati, ma il turismo è ancora relativamente piccolo e non è lontanamente sviluppato rispetto ai centri turistici che si trovano sulla costa a Nord di Creta.

## Clima
Myrtos ha un clima subtropicale, quindi caldo e temperato. La temperatura nel sud di Creta è di un paio di gradi più alta del nord, perché i venti più freddi sono bloccati da Nord dalla catena montuosa Dikti (il cui punto più alto è di 2 150 metri).
La temperatura media nei mesi più caldi dell'anno (luglio e agosto) è di circa 30 ° Celsius, anche se a volte può superare i 40 ° Celsius. La temperatura nei mesi più freddi dell'anno (gennaio e febbraio) è in media di circa 8 ° Celsius, e può nevicare sporadicamente a Myrtos.

## Spiagge
Myrtos ha una lunga spiaggia composta di sabbia e di ciottoli a grani fini. La spiaggia ha ricevuto il "Premio Bandiera Blu", che richiede che la spiaggia soddisfi una serie di criteri per mantenerla. Anche il vicino villaggio di Tertsa ha una spiaggia molto larga. Sulle due spiagge periferiche di Tertsa il nudismo è tollerato.